# Didier Mené
Didier Mené, nascut el 30 de març del 1964 a Prada (Conflent, Catalunya del Nord) - 26 maig 2023, és un àrbitre internacional de rugbi a XV retirat.
Des del 2009, és el president de la Commission Centrale des Arbitres de Rugby dins de la FFR, on va succeir René Hourquet.

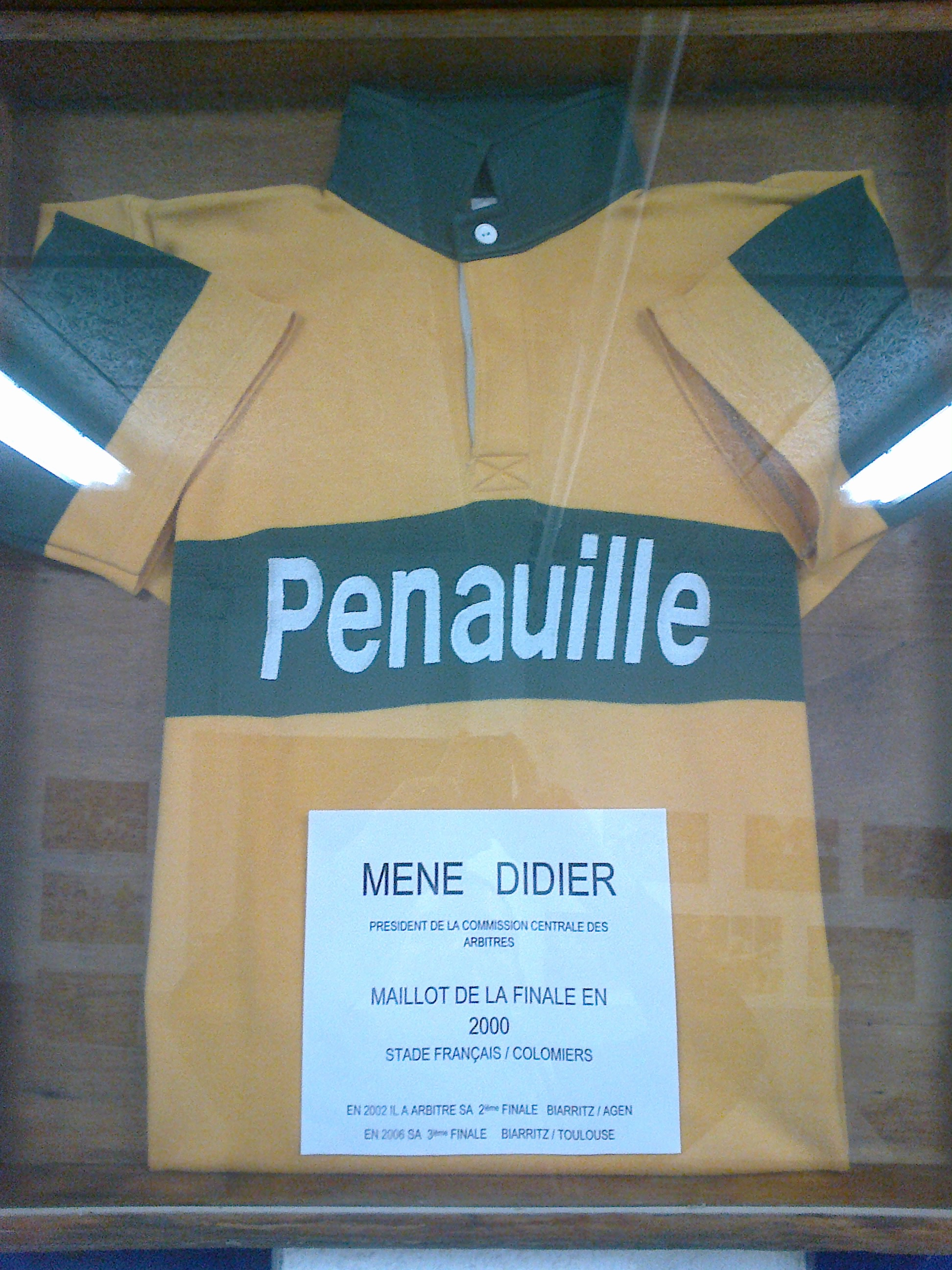
Samarreta de la seva final del 2000 entre el Stade Français i el Colomiers

## Carrera d'àrbitre
Didier Mené era un estudiant de l'Escola Nacional d'Enginyeria Química (ENSIGC) a Tolosa.
Per ajudar en el marc de l'esport universitari, va arbitrar un partit de rugbi a XV, esport que ell mai no havia practicat (havia jugat a bàsquet).
Va progressar ràpidament, cosa que el va portar al seu primer partit el 1986 (Colomiers/Decazeville, juvenils), i després a la Federale 3 el 1987, la Federale 2 l'any següent, i un any després la Federale 1.
Es va convertir en àrbitre internacional el 1994. El seu primer partit internacional va ser entre els equips de l'Argentina i dels Estats Units el juny del 1994.
Va arbitrar el seu primer partit del Torneig de les Cinc Nacions als 30 anys, entre la Selecció de rugbi de Gal·les i la d'Anglaterra.
Didier Mené també va arbitrar tres finals del Top 16 enls anys 2000, 2002 i 2006.

## Palmarès
- 3 finals del Top 16 els anys 2000, 2002 i 2006.
- Primer partit de la seva carrera el 1986 en categoria juvenils: Union Sportive Colomiers Rugby - Sporting Club Decazevillois.
- Primer partit internacional el 1994: Argentina - Estats Units.
- Últim partit el 2009 en el Top 14 entre l'ASM i el Stade Toulousain.